# Prezydenci miasta Zabrze
Obecnie pełniącym funkcję Prezydentem Miasta Zabrze jest Ewa Weber, pełniąca tę funkcję w 2025 roku.

## Starostowie powiatu zabrskiego (1874–1926)
- Hans von Holwede (1874 – 15 lutego 1887)
- Arthur Sebastian von Falkenhayn (9 kwietnia 1887 – 9 stycznia 1891)
- Theodor Parisius (16 stycznia 1891 – 28 listopada 1892)
- Alfred Scheche (grudzień 1892 – 15 września 1902)
- Max Hermann Freiherr von Ziller (7 października 1902 – 9 marca 1907)
- Hermann Dihle (10 marca 1907 – 15 sierpnia 1912)
- Georg Suermondt (9 stycznia 1913 – 4 grudnia 1920)
- Albrecht Müller von Blumencron (4 grudnia 1920 – 1 stycznia 1927)

## Nadburmistrzowie Zabrza (1923–1945)
- Kurt Jeenel (1 grudnia 1923 – 5 stycznia 1927)
- Hans Lukaschek (17 marca 1927 – 4 kwietnia 1929)
- Julius Franz (2 kwietnia 1930 – 2 kwietnia 1933)
- Max Fillusch (2 marca 1933 – 24 stycznia 1945)

## Prezydenci Miasta Zabrze (1945–1950 oraz od 1974) i Przewodniczący Prezydium Miejskiej Rady Narodowej w Zabrzu (1950–1974)
- Paweł Dubiel (16 marca 1945 – 1 czerwca 1950)
- Grzegorz Sabuda (16 czerwca 1948 – 31 sierpnia 1951)
- Rufin Suchoń (1 września 1951 – 30 czerwca 1957)
- Jerzy Knapik (25 lipca 1957 – 30 listopada 1960)
- Tadeusz Bluszcz (22 listopada 1960 – 10 marca 1970)
- Jerzy Skowronek (19 maja 1970 – 31 grudnia 1973)
- Bogusław Pałka (1 stycznia 1974 – 20 października 1978)
- Hubert Niglus (16 listopada 1978 – 22 lutego 1981)
- Jan Janota (1 marca 1981 – 20 lutego 1987)
- Gerard Hajda (20 lutego 1987 – 21 stycznia 1991)
- Roman Urbańczyk (23 stycznia 1991 – 19 listopada 2002)
- Jerzy Gołubowicz (19 listopada 2002 – 6 grudnia 2006)
- Małgorzata Mańka-Szulik (6 grudnia 2006 – 7 maja 2024)
- Agnieszka Rupniewska (7 maja 2024 – 12 maja 2025[1])
- Ewa Weber (pełniąca funkcję, od 17 maja 2025 roku[2])